# Acacia imparilis
Acacia imparilis é uma espécie de leguminosa do gênero Acacia, pertencente à família Fabaceae.